# 데릭 하퍼

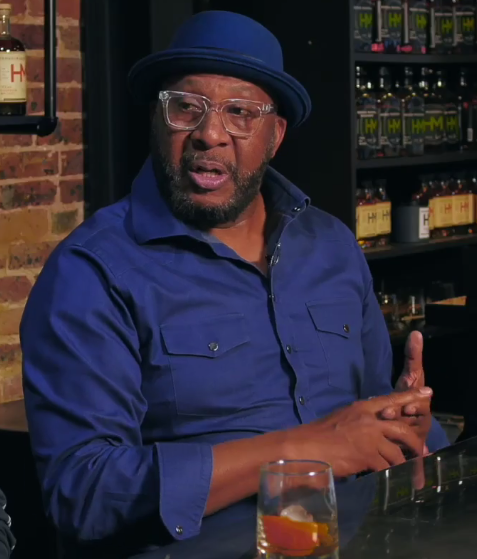
2023년 모습

데릭 하퍼(Derek Harper, 본명: 데릭 리카도 하퍼, Derek Ricardo Harper, 1961년 10월 13일 ~ )는 미국의 전직 프로 농구 선수이다. 일리노이 대학의 2군 올아메리칸 선수였던 그는 1983년 NBA 드래프트에서 전체 11순위로 지명되었고 댈러스 매버릭스, 뉴욕 닉스, 올랜도 매직, 전미 농구 협회(NBA)의 로스앤젤레스 레이커스에서 포인트 가드로 16시즌을 보냈다. 하퍼는 올스타 게임에 한 번도 선발된 적이 없는 최고의 선수 중 한 명으로 널리 알려져 있다.

## 프로 경력
- 댈러스 매버릭스 (1983-1993)
- 뉴욕 닉스(1993~1996)
- 댈러스로 복귀 (1996-1997)
- 올랜도 매직 (1997-1998)
- 로스앤젤레스 레이커스 (1999)